# Brauerei Hellein

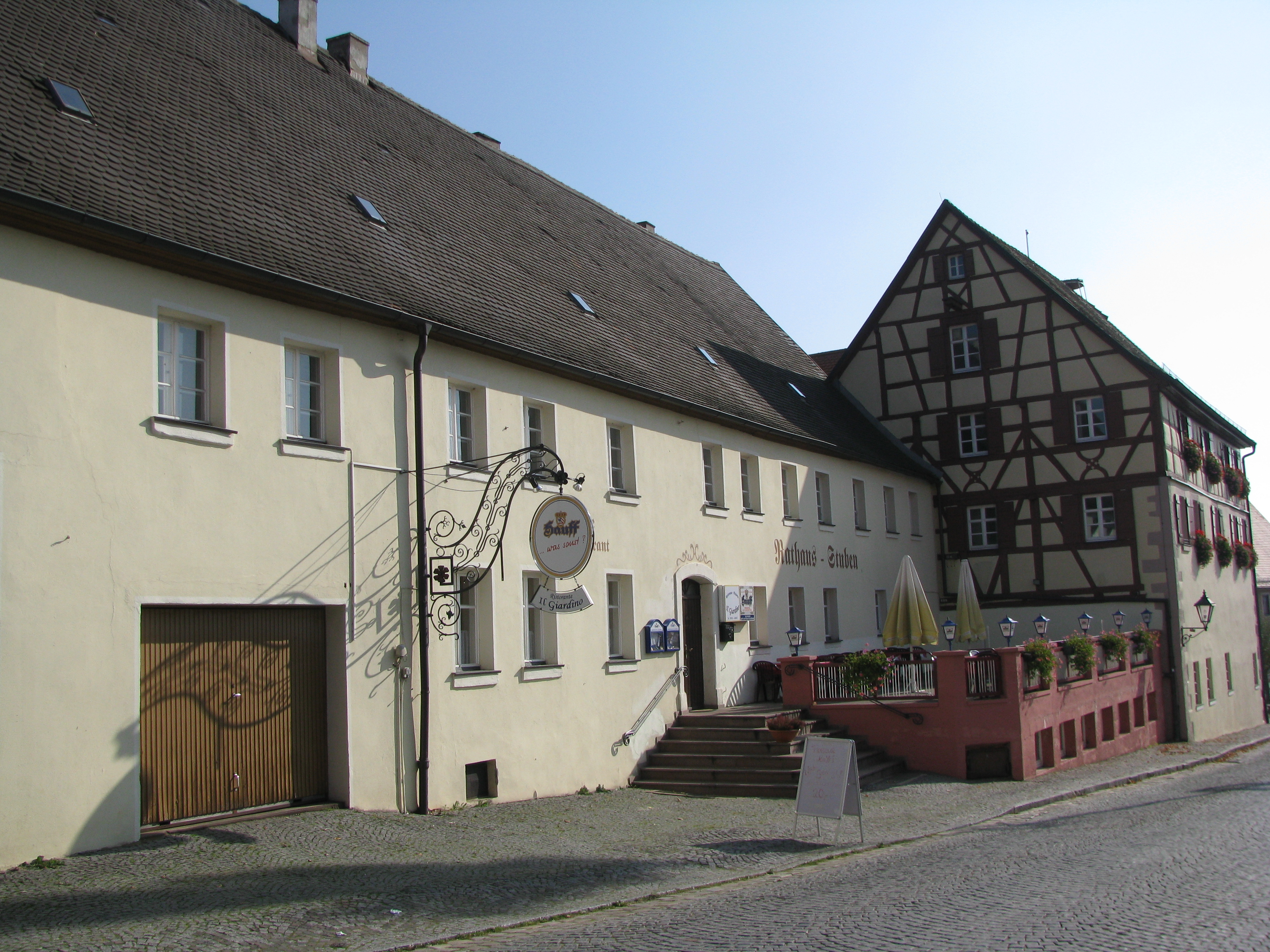
Ehemalige Brauerei Hellein in Merkendorf

Die Brauerei Hellein (auch Vorderer Hellein) war eine Bierbrauerei am Marktplatz 2 in der Stadt Merkendorf im Fränkischen Seenland, Mittelfranken.

## Geschichte
Die Brauerei Hellein wurde 1717 von der gleichnamigen Merkendorfer Familie gegründet. Das Brauhaus wurde im heutigen Restaurant „Rathaus-Stuben“ und im jetzigen Rathaus untergebracht, nachdem sie das Gebäude günstig erworben hatte.
Das Ende der Brauerei Hellein kam nach dem Zweiten Weltkrieg. Im Januar 1965 wurde das Brauhaus von der Lichtenauer Brauerei Hauff übernommen, nachdem Brauereibesitzer Wilhelm Hellein nicht mehr aus dem Krieg zurückkehrte. Seine Frau Kathinka Hellein, die den Betrieb weiterführte, starb 1958. Die Eltern hinterließen den damals 13-jährigen Sohn Wilhelm. Zwei Jahre nach der Übernahme durch die Hauff-Bräu wurde die Brauerei Hellein 1967 stillgelegt.